# ليوبولدو بريزويلا
ليوبولدو بريزويلا (بالإسبانية: Leopoldo Brizuela) كاتب أرجنتيني ومترجم ولد في لابلاتا عام 1963. فاز بعدد من الجوائز منها جائزة الفاجوارا عام 2012 عن روايته Una misma noche. ترجم العديد من الكتب منها لكتاب مشهورين مثل هنري جيمس يودورا ويلتي وفلانري أوكونور.